# Narcissus longispathus
Narcissus longispathus es una especie de planta bulbosa perteneciente a la familia de las amarilidáceas que es endémica de España.  Su hábitat natural son los ríos. Está considerada en peligro de extinción por la pérdida de hábitat.

## Distribución y hábitat
Esta especie es endémica de Andalucía Oriental y se encuentra ampliamente distribuida en las sierras del parque natural de las Sierras de Cazorla, Segura y Las Villas. Su área de distribución conocida se ha reducido debido a que algunas poblaciones están ahora consideradas como especies separadas. Hay 10 subpoblaciones, pero dos de ellas no han sido reencontradas. También se encuentra en la Sierra de Castril (Granada), Sierra Mágina (Jaén) y en las montañas de Jaén. En esta última las plantas tienen caracteres diferentes y pueden representar una especie diferente.

## Hábitat
Esta geófita se encuentra en aguas permanentes y en las fuentes. Se encuentra en asociación con Scirpus holoschoenus, Holcus mollis, Piptatherum veriaean, y Eleocharis nigricans.

## Taxonomía
Narcissus longispathus fue descrita por Degen & Hervier ex Pugsley y publicado en Journal of the Royal Horticultural Society 58: 54, en el año 1933.
Etimología
Narcissus nombre genérico que hace referencia  del joven narcisista de la mitología griega Νάρκισσος (Narkissos) hijo del dios río Cephissus y de la ninfa Leiriope; que se distinguía por su belleza. 
El nombre deriva de la palabra griega: ναρκὰο, narkào (= narcótico) y se refiere al olor penetrante y embriagante de las flores de algunas especies (algunos sostienen que la palabra deriva de la palabra persa نرگس y que se pronuncia Nargis, que indica que esta planta es embriagadora). 
longispathus: epíteto latino que significa "con larga espata".
Sinonimia
- Narcissus hispanicus subsp. longispathus (Degen & Hervier ex Pugsley) Fern.Casas[4]